# Jan Jonker Afrikaner
Pour les articles homonymes, voir Afrikaner.
 (janvier 2021).
Si vous disposez d'ouvrages ou d'articles de référence ou si vous connaissez des sites web de qualité traitant du thème abordé ici, merci de compléter l'article en donnant les références utiles à sa vérifiabilité et en les liant à la section « Notes et références ».
Jan Jonker Afrikaner (1820-10 août 1889) était le chef de la tribu des Oorlams dans le Sud-Ouest africain.

## Biographie
Fils de Jonker Afrikaner et de Beetje Boois, il épouse Mietje Hendrik à Bethany en décembre 1842 et succède à son frère Christiaan en juin 1863 à la tête des Oorlams. La domination politique des Oorlams Afrikaners sur le centre et le sud du Sud-ouest Africain était alors en péril. 
En décembre 1867, il doit se réfugier à Walvis Bay sous la protection des Britanniques après l'échec de son assaut sur les Hereros de Otjimbingwe. 
En mai 1870, Jan Jonker Afrikaner essaya de trouver, sans succès, un accord de paix avec le chef Maharero et de former une alliance anti-européenne, hostile en fait à l'influence de Carl Hugo Hahn, missionnaire de l'église rhénane.  
En septembre 1870, il participe aux accords de paix de Okahandja. Les années 1870 marquent la fin de la domination des Oorlams Afrikaners. En 1879, Jan Jonker demande la protection des autorités coloniales britanniques de la colonie du Cap qui lui est refusée. 
La guerre reprend en 1880 entre tribus Ovaherero et Nama. À la bataille d'Otjikango le 12 décembre 1880, les Oorlams sont battus par les guerriers de Wilhelm Maharero. Jan Jonker s'allie alors aux Witboois du chef Moses Witbooi. En 1881, ils sont tous deux battus par les Ovaherero à Osona. 
En février 1885, Jan Jonker conclut un traité avec le négociant allemand de Brême, Adolf Lüderitz. Il vend ainsi d'importants territoires aux représentants allemands puis se place sous la protection germanique en janvier 1886. 
En 1889, son clan est battu par les guerriers d'Hendrik Witbooi à Tsaobis. 
Il aurait été abattu par son fils Phanuel le 10 août 1889 marquant la fin de l'existence politique du clan des Orlam Afrikaners. 